# Давидс, Лоренцо
Лоренцо Давидс (нидерл. Lorenzo Davids; 4 сентября 1986, Парамарибо, Суринам) — нидерландский футболист, полузащитник. Двоюродный брат знаменитого футболиста Эдгара Давидса.

## Биография
Лоренцо Давидс родился в столице Суринама самом крупном городе — Парамарибо. В возрасте четырёх лет он вместе с семьей переехал в Роттердам, а затем перебрался к западу от Амстердама, где он вырос и узнал что такое футбол. Он гонял мяч во дворе с Райаном Бабелем, Хедвигесом Мадуро и Урби Эмануэлсоном.
В молодости Давидс играл за такие любительские клубы как: «Ворланд», АСК «Ватервейк», и «Омниворлд». «Утрехт» был его первым профессиональным клубом.
Летом 2006 года Давидс был приглашён в «Фейеноорд», где молодёжку роттердамцев тренировал Марио Бен.
8 ноября 2006 года он дебютировал в кубковом матче против «Валвейка», выйдя на замену вместо Себастьяна Пардо.
Марио Бен лето 2006 года был назначен главным тренером НЕКа, куда пригласил и Давидса. В январе 2007 года Лоренцо переехал в Неймеген, и подписал контракт с клубом НЕК на 2,5 года.
В клубе НЕК Давидс отыграл целых пять сезонов и, что символично, забил пять голов. Дебютный гол состоялся 28 октября 2007 года в матче против «Гронингена» на 63-й минуте матча, а НЕК тогда победил с общим счётом 5:1. Но самым важным и запоминающимся получился гол в ворота АЗ на 87-й минуте в сезоне 2009/10. Тогда его забитый мяч стал единственным и решающим в матче.
19 мая 2011 года было объявлено, что Давидс на правах свободного агента перебрался в немецкую Бундеслигу, в клуб «Аугсбург».
31 августа 2012 года Лоренцо Давидс подписал двухлетний контракт с английским «Борнмутом»